# Айдаров, Иван Петрович
Иван Петрович Айдаров (род. 26 августа 1932) — российский учёный, действительный член РАСХН и Российской академии наук (2013), профессор.

## Биография
В 1955 году окончил факультет гидромелиорации МИИВХ—МГМИ. В период с 1955 по 1958 год работал в научным сотрудником ВНИИГиМа.
В 1958 году поступил в аспирантуру МГМИ, по окончании которой в 1962 году защитил диссертацию на соискание учёной степени кандидата технических наук по теме «Уменьшение потерь воды из каналов внутрихозяйственной сети при помощи экранов из бентонитовых глин».
В 1962—1969 годах работал научным сотрудником научно-исследовательского сектора; в 1969—1972 годах — ассистентом, а затем доцентом; в 1972—1981 годах — заведующим сектором Проблемной мелиоративной лаборатории МГМИ.
В 1980 году защитил диссертацию на соискание учёной степени доктора технических наук по теме «Методы и технология регулирования водно-солевого и пищевого режимов орошаемых земель».
В 1982 году получил учёное звание профессора по кафедре сельскохозяйственных гидротехнических мелиораций МГМИ; в 1990—1993 годы — являлся заведующим кафедрой мелиоративного почвоведения и земледелия. В период с 1981 по 2002 годы работал проректором по научной работе МГМИ—МГУП.
Айдаров является членом Европейского общества охраны почв. В 1970—2000 годы работал в Государственной экспертной комиссии Госплана СССР, Высшем экологическом совете РФ, Отделении земледелия, мелиорации и лесного хозяйства РАСХН, был членом экспертного совета ВАК РФ.

## Научная деятельность и оценка заслуг
Основные научные исследования И. П. Айдарова посвящены:
- проблеме изучения процессов формирования водно-солевого и теплового режимов на мелиорируемых землях в различных регионах России;
- проблеме регулирования потоков вещества и энергии с целью управления гидрогеологическими и геохимическими процессами;
- вопросу ландшафтного и геосистемного обоснования состава и эколого-экономической эффективности комплексных мелиораций;
- вопросам моделирования в почвоведении и мелиорации и др.

Автор свыше 150 научных работ; он активно сотрудничает с энциклопедией EOLSS, являясь её постоянным автором. Учёный подготовил 5 докторов и 26 кандидатов наук.
Заслуги И. П. Айдарова в развитии мелиоративной науки отмечены золотой медалью им. А. Н. Костякова, почётными знаками «Отличник социалистического сельского хозяйства СССР» и «Отличник высшей школы», многочисленными почётными грамотами Минсельхоза СССР и Минэкономики СССР.

## Основные работы
- Айдаров И. П. Очерки по истории развития орошения в СССР и России. — М.: Изд-во МГУП, 2006. — 269 с.
- Айдаров И. П. Перспективы развития комплексных мелиораций в России. — М.: Изд-во МГУП, 2004. — 138 с.
- Айдаров И. П.  Регулирование водно-солевого и питательного режима орошаемых земель. — М.: Агропромиздат, 1985. — 304 с.
- Айдаров И. П., Алексеев Б. Н., Бударагин А. В. и др. Военная экология: Учеб. для высш. воен. учеб. заведений / Под общ. ред. Н. В. Михайлова. — М.: Русь-СВ, 2000. — 360 с.
- Айдаров И. П., Голованов А. И., Мамаев М. Г. Оросительные мелиорации. — 2-е изд., перераб. и доп. — М.: Колос, 1982. — 176 с.
- Айдаров И. П. и др. Мелиорация и водное хозяйство. Орошение: Справочник / Под. ред. Б. Б. Шумакова. — М.: Колос, 1999. — 432 с.
- Айдаров И. П. и др. Методическое руководство по эколого-экономическому и гидрологическому обоснованию расчётных расходов и уровней воды при проектировании мероприятий по защите от наводнений в Приморском крае. — М.: Изд-во МГУП, 2002. — 50 с.
- Айдаров И. П. и др. Орошение : Справочник / Под ред. Б. Б. Шумакова. — М.: Агропромиздат, 1990. — 415 с.
- Панкова Е. И., Айдаров И. П., Ямнова И. А. и др. Природное и антропогенное засоление почв бассейна Аральского моря (География, генезис, эволюция). — М.: Изд-во Почв. ин-та им. В. В. Докучаева, 1996. — 191 с.